# Conjunto equilibrado
En álgebra lineal y áreas relacionadas de las matemáticas, un conjunto equilibrado, conjunto en círculo o disco en un espacio vectorial (sobre un cuerpo {\displaystyle \mathbb {K} } con una función de valor absoluto {\displaystyle |\cdot |}) es un conjunto {\displaystyle S} tal que {\displaystyle aS\subseteq S} para todos los escalares {\displaystyle a} que satisfagan {\displaystyle |a|\leq 1.}
La envolvente equilibrada de un conjunto {\displaystyle S} es el conjunto equilibrado más pequeño que contiene a {\displaystyle S}. El núcleo equilibrado de un conjunto {\displaystyle S} es el conjunto equilibrado más grande contenido en {\displaystyle S}.
Los conjuntos equilibrados son ubicuos en análisis funcional porque cada entorno del origen en cada espacio vectorial topológico (EVT) contiene un entorno equilibrado del origen y cada entorno convexo del origen contiene un entorno del origen convexo equilibrado (incluso si el EVT no es localmente convexo). Este entorno también se puede elegir para que sea un conjunto abierto o, alternativamente, un conjunto cerrado.

## Definición
Sea {\displaystyle X} un espacio vectorial sobre el cuerpo {\displaystyle \mathbb {K} } de los números reales o de los números complejos.
Notación
Si {\displaystyle S} es un conjunto, {\displaystyle a} es un escalar, y {\displaystyle B\subseteq \mathbb {K} } entonces sea {\displaystyle aS=\{as:s\in S\}} y {\displaystyle BS=\{bs:b\in B,s\in S\}} y para cualquier {\displaystyle 0\leq r\leq \infty ,} sea
{\displaystyle B_{r}=\{a\in \mathbb {K} :|a|<r\}\qquad {\text{and }}\qquad B_{\leq r}=\{a\in \mathbb {K} :|a|\leq r\}.}
denotan, respectivamente, la bola abierta y la bola cerrada de radio {\displaystyle r} en el cuerpo escalar {\displaystyle \mathbb {K} } centrado en {\displaystyle 0} donde {\displaystyle B_{0}=\varnothing ,B_{\leq 0}=\{0\},} y {\displaystyle B_{\infty }=B_{\leq \infty }=\mathbb {K} .}
Cada subconjunto equilibrado del cuerpo {\displaystyle \mathbb {K} } tiene la forma {\displaystyle B_{\leq r}} o {\displaystyle B_{r}} para algún {\displaystyle 0\leq r\leq \infty .}.
Conjunto equilibrado
Un subconjunto {\displaystyle S} de {\displaystyle X} se denomina conjunto equilibrado si satisface cualquiera de las siguientes condiciones equivalentes:
1. Definición: {\displaystyle as\in S} para todos los {\displaystyle s\in S} y todos los escalares {\displaystyle a} que satisfacen {\displaystyle |a|\leq 1.}
2. {\displaystyle aS\subseteq S} para todos los escalares {\displaystyle a} que satisfacen {\displaystyle |a|\leq 1.}
3. {\displaystyle B_{\leq 1}S\subseteq S} (donde {\displaystyle B_{\leq 1}:=\{a\in \mathbb {K} :|a|\leq 1\}}).
4. {\displaystyle S=B_{\leq 1}S.}[1]
5. Por cada {\displaystyle s\in S,} {\displaystyle S\cap \mathbb {K} s=B_{\leq 1}(S\cap \mathbb {K} s)}.
  - {\displaystyle \mathbb {K} s=\operatorname {expan} \{s\}} es un subespacio vectorial dimensional {\displaystyle 0} (si {\displaystyle s=0}) o {\displaystyle 1} (si {\displaystyle s\neq 0}) de {\displaystyle X}.
  - Si {\displaystyle R:=S\cap \mathbb {K} s} entonces la igualdad anterior se convierte en {\displaystyle R=B_{\leq 1}R}, que es exactamente la condición previa para que un conjunto esté equilibrado. Por tanto, {\displaystyle S} está equilibrado si y solo si para cada {\displaystyle s\in S}, {\displaystyle S\cap \mathbb {K} s} es un conjunto equilibrado (según cualquiera de las condiciones definitorias anteriores).
6. Para cada subespacio vectorial unidimensional {\displaystyle Y} de {\displaystyle \operatorname {expan} S}, {\displaystyle S\cap Y} es un conjunto equilibrado (según cualquier condición definitoria distinta de esta).
7. Para cada {\displaystyle s\in S,} existe algún {\displaystyle 0\leq r\leq \infty } tal que {\displaystyle S\cap \mathbb {K} s=B_{r}s} o {\displaystyle S\cap \mathbb {K} s=B_{\leq r}s}.
8. {\displaystyle S} es un subconjunto equilibrado de {\displaystyle \operatorname {expan} S} (según cualquier condición definitoria de "equilibrado" distinta de ésta).
  - Por lo tanto, {\displaystyle S} es un subconjunto equilibrado de {\displaystyle X} si y solo si es un subconjunto equilibrado de cada (equivalentemente, de algún) espacio vectorial sobre el campo {\displaystyle \mathbb {K} } que contiene a {\displaystyle S}. Entonces, suponiendo que el campo {\displaystyle \mathbb {K} } está claro por el contexto, esto justifica escribir "{\displaystyle S} está equilibrado" sin mencionar ningún espacio vectorial.[nota 1]

Si {\displaystyle S} es un conjunto convexo, esta lista puede ampliarse para incluir:
1. {\displaystyle aS\subseteq S} para todos los escalares {\displaystyle a} que satisfacen {\displaystyle |a|=1.}[2]

Si es {\displaystyle \mathbb {K} =\mathbb {R} }, esta lista puede ampliarse para incluir:
1. {\displaystyle S} es simétrico (lo que significa que {\displaystyle -S=S}) y {\displaystyle [0,1)S\subseteq S.}

### Envolvente equilibrada
{\displaystyle \operatorname {equil} S~=~\bigcup _{|a|\leq 1}aS=B_{\leq 1}S}
La envolvente equilibrada de un subconjunto {\displaystyle S} de {\displaystyle X}, denotada por {\displaystyle \operatorname {equil} S}, se define de cualquiera de las siguientes formas equivalentes:
1. Definición: {\displaystyle \operatorname {equil} S} es el subconjunto equilibrado más pequeño (con respecto a {\displaystyle \,\subseteq \,}) de {\displaystyle X} que contiene {\displaystyle S.}
2. {\displaystyle \operatorname {equil} S} es la intersección de todos los conjuntos equilibrados que contienen a {\displaystyle S}.
3. {\displaystyle \operatorname {equil} S=\bigcup _{|a|\leq 1}(aS).}
4. {\displaystyle \operatorname {equil} S=B_{\leq 1}S}.[1]

### Núcleo equilibrado
{\displaystyle \operatorname {nuequil} S~=~{\begin{cases}\displaystyle \bigcap _{|a|\geq 1}aS&{\text{si }}0\in S\\\varnothing &{\text{si }}0\not \in S\\\end{cases}}}
El núcleo equilibrado de un subconjunto {\displaystyle S} de {\displaystyle X,} denotado por {\displaystyle \operatorname {nuequil} S,} se define de cualquiera de las siguientes formas equivalentes:
1. Definición: {\displaystyle \operatorname {nuequil} S} es el subconjunto equilibrado más grande (con respecto a {\displaystyle \,\subseteq \,}) de {\displaystyle S.}
2. {\displaystyle \operatorname {nuequil} S} es la unión de todos los subconjuntos equilibrados de {\displaystyle S.}
3. {\displaystyle \operatorname {nuequil} S=\varnothing } si {\displaystyle 0\not \in S} mientras que {\displaystyle \operatorname {nuequil} S=\bigcap _{|a|\geq 1}(aS)} si {\displaystyle 0\in S.}

## Ejemplos
El conjunto vacío es un conjunto equilibrado, al igual que lo es cualquier subespacio vectorial de cualquier espacio vectorial (real o complejo). En particular, {\displaystyle \{0\}} es siempre un conjunto equilibrado.
Cualquier conjunto no vacío que no contenga el origen no está equilibrado y, además, el núcleo equilibrado de dicho conjunto será igual al conjunto vacío.
Espacios vectoriales normados y topológicos
Las bolas abiertas y cerradas centradas en el origen en un espacio vectorial normado son conjuntos equilibrados. Si {\displaystyle p} es una seminorma (o norma) en un espacio vectorial {\displaystyle X}, entonces para cualquier constante {\displaystyle c>0}, el conjunto {\displaystyle \{x\in X:p(x)\leq c\}} está equilibrado.
Si {\displaystyle S\subseteq X} es cualquier subconjunto y {\displaystyle B_{1}:=\{a\in \mathbb {K} :|a|<1\}}, entonces {\displaystyle B_{1}S} es un conjunto equilibrado.
En particular, si {\displaystyle U\subseteq X} es cualquier entorno equilibrado del origen en un espacio vectorial topológico {\displaystyle X} entonces
{\displaystyle \operatorname {Int} _{X}U~\subseteq ~B_{1}U~=~\bigcup _{0<|a|<1}aU~\subseteq ~U.}
Conjuntos equilibrados en {\displaystyle \mathbb {R} } y {\displaystyle \mathbb {C} }
Sea {\displaystyle \mathbb {K} } el cuerpo de los números reales {\displaystyle \mathbb {R} } o de los números complejos {\displaystyle \mathbb {C} ,}, de manera que {\displaystyle |\cdot |} denote el valor absoluto en {\displaystyle \mathbb {K} ,} y que {\displaystyle X:=\mathbb {K} } denote el espacio vectorial sobre {\displaystyle \mathbb {K} .}. Entonces, por ejemplo, si {\displaystyle \mathbb {K} :=\mathbb {C} } es el cuerpo de los números complejos, entonces {\displaystyle X=\mathbb {K} =\mathbb {C} } es un espacio vectorial complejo unidimensional, mientras que si {\displaystyle \mathbb {K} :=\mathbb {R} } entonces {\displaystyle X=\mathbb {K} =\mathbb {R} } es un espacio vectorial real unidimensional.
Los subconjuntos equilibrados de {\displaystyle X=\mathbb {K} } son exactamente los siguientes:
1. {\displaystyle \varnothing }
2. {\displaystyle X}
3. {\displaystyle \{0\}}
4. {\displaystyle \{x\in X:|x|<r\}} para un {\displaystyle r>0} real
5. {\displaystyle \{x\in X:|x|\leq r\}} para un {\displaystyle r>0} real

En consecuencia, tanto el núcleo equilibrado como la envolvente equilibrada de cada conjunto de escalares son iguales a uno de los conjuntos enumerados anteriormente.
Los conjuntos equilibrados son el propio {\displaystyle \mathbb {C} }, el conjunto vacío y los discos abiertos y cerrados centrados en cero. Por el contrario, en el espacio euclídeo bidimensional hay muchos más conjuntos equilibrados: cualquier segmento de recta con punto medio en el origen servirá como ejemplo. En consecuencia, {\displaystyle \mathbb {C} } y {\displaystyle \mathbb {R} ^{2}} son completamente diferentes en lo que respecta a la multiplicación escalar.
Conjuntos equilibrados en {\displaystyle \mathbb {R} ^{2}}
En todo momento, sea {\displaystyle X=\mathbb {R} ^{2}} (por lo que {\displaystyle X} es un espacio vectorial sobre {\displaystyle \mathbb {R} }) y sea {\displaystyle B_{\leq 1}} la bola unitaria cerrada en {\displaystyle X} centrada en el origen.
Si {\displaystyle x_{0}\in X=\mathbb {R} ^{2}} es distinto de cero y {\displaystyle L:=\mathbb {R} x_{0},}, entonces el conjunto {\displaystyle R:=B_{\leq 1}\cup L} es un entorno cerrado, simétrico y equilibrado en el origen en {\displaystyle X}. Más generalmente, si {\displaystyle C} es un subconjunto cerrado de algún {\displaystyle X} tal que {\displaystyle (0,1)C\subseteq C}, entonces {\displaystyle S:=B_{\leq 1}\cup C\cup (-C)} es un subconjunto cerrado, simétrico y entorno equilibrado del origen en {\displaystyle X.} Este ejemplo se puede generalizar a {\displaystyle \mathbb {R} ^{n}} para cualquier número entero {\displaystyle n\geq 1}.
Sea {\displaystyle B\subseteq \mathbb {R} ^{2}} la unión del segmento de recta entre los puntos {\displaystyle (-1,0)} y {\displaystyle (1,0)} y el segmento de recta entre {\displaystyle (0,-1)} y {\displaystyle (0,1).}. Entonces {\displaystyle B} es equilibrado pero no convexo. {\displaystyle B} tampoco es absorbente (a pesar de que {\displaystyle \operatorname {expan} B=\mathbb {R} ^{2}} es todo el espacio vectorial).
Para cada {\displaystyle 0\leq t\leq \pi }, sea {\displaystyle r_{t}} cualquier número real positivo y sea {\displaystyle B^{t}} el segmento de recta (abierto o cerrado) en {\displaystyle X:=\mathbb {R} ^{2}} entre los puntos {\displaystyle (\cos t,\sin t)} y {\displaystyle -(\cos t,\sin t)}. Entonces, el conjunto {\displaystyle B=\bigcup _{0\leq t<\pi }r_{t}B^{t}} es un conjunto equilibrado y absorbente, pero no es necesariamente convexo.
No es necesario cerrar la envolvente equilibrada de un conjunto cerrado. Tómese, por ejemplo, la gráfica de {\displaystyle xy=1} en {\displaystyle X=\mathbb {R} ^{2}}.
El siguiente ejemplo muestra que la envolvente equilibrada de un conjunto convexo puede no ser convexa (sin embargo, la envolvente convexa de un conjunto equilibrado siempre está equilibrada). Por ejemplo, supóngase que el subconjunto convexo sea {\displaystyle S:=[-1,1]\times \{1\}}, que es un segmento rectilíneo cerrado horizontal que se encuentra sobre el eje {\displaystyle x-} en {\displaystyle X:=\mathbb {R} ^{2}.}. La envolvente equilibrada {\displaystyle \operatorname {equil} S} es un subconjunto no convexo que tiene "forma de reloj de arena" e igual a la unión de dos triángulos isósceles cerrados y llenos. {\displaystyle T_{1}} y {\displaystyle T_{2},} donde {\displaystyle T_{2}=-T_{1}} y {\displaystyle T_{1}} es el triángulo relleno cuyos vértices son el origen junto con los puntos finales de {\displaystyle S} (dicho de otra manera, {\displaystyle T_{1}} es la envolvente convexa de {\displaystyle S\cup \{(0,0)\}}, donde {\displaystyle T_{2}} es la envolvente convexa de {\displaystyle (-S)\cup \{(0,0)\}}).

### Condiciones suficientes
Un conjunto {\displaystyle T} está equilibrado si y solo si es igual a su envolvente equilibrada {\displaystyle \operatorname {equil} T} o a su núcleo equilibrado {\displaystyle \operatorname {nuequil} T,}, en cuyo caso los tres conjuntos son iguales: {\displaystyle T=\operatorname {equil} T=\operatorname {nuequil} T.}
El producto cartesiano de una familia de conjuntos equilibrados está equilibrado en la topología producto de los espacios vectoriales correspondientes (sobre el mismo cuerpo {\displaystyle \mathbb {K} }).
- La envolvente equilibrada de un conjunto compacto (respectivamente, totalmente acotada y acotado) tiene la misma propiedad.[4]
- La envolvente convexa de un conjunto equilibrado es convexa y equilibrada (es decir, es absolutamente convexa). Sin embargo, la envolvente equilibrada de un conjunto convexo puede no ser convexa (más arriba se ofrece un contraejemplo).
- Las uniones arbitrarias de conjuntos equilibrados están equilibradas, y lo mismo ocurre con las intersecciones arbitrarias de conjuntos equilibrados.
- Los múltiplos escalares y las sumas de Minkowski (finitas) de conjuntos equilibrados vuelven a estar equilibrados.
- Las imágenes y las preimágenes de conjuntos equilibrados bajo aplicaciones lineales vuelven a estar equilibradas. Explícitamente, si {\displaystyle L:X\to Y} es una aplicación lineal y {\displaystyle B\subseteq X} y {\displaystyle C\subseteq Y} son conjuntos equilibrados, entonces {\displaystyle L(B)} y {\displaystyle L^{-1}(C)} son conjuntos equilibrados.

### Entorno equilibrado
En cualquier espacio vectorial topológico, el cierre de un conjunto equilibrado es equilibrado. La unión del origen {\displaystyle \{0\}} y el interior de un conjunto equilibrado es equilibrado. Por tanto, el interior topológico de un entorno equilibrado del origen es equilibrado. Sin embargo, {\displaystyle \left\{(z,w)\in \mathbb {C} ^{2}:|z|\leq |w|\right\}} es un subconjunto equilibrado de {\displaystyle X=\mathbb {C} ^{2}} que contiene el origen {\displaystyle (0,0)\in X} pero cuyo interior topológico (no vacío) no contiene el origen y, por lo tanto, no es un conjunto equilibrado. De manera similar, para espacios vectoriales reales, si {\displaystyle T} denota la envolvente convexa de {\displaystyle (0,0)} y {\displaystyle (\pm 1,1)} (un triángulo lleno cuyos vértices son estos tres puntos), entonces {\displaystyle B:=T\cup (-T)} es un subconjunto equilibrado (en forma de reloj de arena) de {\displaystyle X:=\mathbb {R} ^{2}} cuyo interior topológico no vacío no contiene el origen y, por tanto, no es un conjunto equilibrado (y aunque el conjunto {\displaystyle \{(0,0)\}\cup \operatorname {Int} _{X}B} formado sumando el origen está equilibrado, no es un conjunto abierto ni una entorno del origen).
Cada entorno (respectivamente, entorno convexo) del origen en un espacio vectorial topológico {\displaystyle X} contiene un entorno abierto equilibrado (respectivamente, convexo y equilibrado) del origen. De hecho, la siguiente construcción produce conjuntos equilibrados. Dado {\displaystyle W\subseteq X,}, el conjunto simétrico {\displaystyle \bigcap _{|u|=1}uW\subseteq W} será convexo (respectivamente, cerrado, equilibrado, acotado, un entorno del origen, y un subconjunto absorbente de {\displaystyle X}) siempre que esto sea cierto para {\displaystyle W}. Será un conjunto equilibrado si {\displaystyle W} es un dominio en estrella en el origen, lo cual es cierto, por ejemplo, cuando {\displaystyle W} es convexo y contiene a {\displaystyle 0}. En particular, si {\displaystyle W} es un entorno convexo del origen, entonces {\displaystyle \bigcap _{|u|=1}uW} será un entorno convexo equilibrado del origen y, por lo tanto, su interior será un entorno abierto convexo equilibrado del origen.
| Demostración |
| Sea {\displaystyle 0\in W\subseteq X} y defínase {\displaystyle A=\bigcap _{\|u\|=1}uW} (donde {\displaystyle u} denota elementos del cuerpo {\displaystyle \mathbb {K} } de escalares). Tómese {\displaystyle u:=1} muestra que {\displaystyle A\subseteq W}. Si {\displaystyle W} es convexo, entonces también lo es {\displaystyle A} (ya que una intersección de conjuntos convexos es convexa) y, por lo tanto, también lo es el interior de {\displaystyle A}. Si {\displaystyle \|s\|=1} entonces {\displaystyle sA=\bigcap _{\|u\|=1}suW\subseteq \bigcap _{\|u\|=1}uW=A} y por lo tanto {\displaystyle sA=A}. Si {\displaystyle W} tiene forma de estrella en el origen entonces también lo es cada {\displaystyle uW} (para {\displaystyle \|u\|=1}), lo que implica que para cualquier {\displaystyle 0\leq r\leq 1}, {\displaystyle rA=\bigcap _{\|u\|=1}ruW\subseteq \bigcap _{\|u\|=1}uW=A} demostrando así que {\displaystyle A} está equilibrado. Si {\displaystyle W} es convexo y contiene el origen, entonces tiene forma de estrella en el origen y, por lo tanto, {\displaystyle A} estará equilibrado. Ahora supóngase que {\displaystyle W} es un entorno del origen en {\displaystyle X}. Dado que la multiplicación escalar {\displaystyle M:\mathbb {K} \times X\to X} (definida por {\displaystyle M(a,x)=ax}) es continua en el origen {\displaystyle (0,0)\in \mathbb {K} \times X} y {\displaystyle M(0,0)=0\in W}, existe alguna base abierta en un entorno {\displaystyle B_{r}\times V} (donde {\displaystyle r>0} y {\displaystyle B_{r}:=\{c\in \mathbb {K} :\|c\|<r\}}) del origen en el producto topológico en {\displaystyle \mathbb {K} \times X} tal que {\displaystyle M\left(B_{r}\times V\right)\subseteq W;} es el conjunto {\displaystyle M\left(B_{r}\times V\right)=B_{r}V} está equilibrado y también es abierto porque puede escribirse como {\displaystyle B_{r}V=\bigcup _{\|a\|<r}aV=\bigcup _{0<\|a\|<r}aV\qquad {\text{(dado que }}0\cdot V=\{0\}\subseteq aV{\text{)}}} donde {\displaystyle aV} es un entorno abierto del origen siempre que {\displaystyle a\neq 0}. Finalmente, {\displaystyle A=\bigcap _{\|u\|=1}uW\supseteq \bigcap _{\|u\|=1}uB_{r}V=\bigcap _{\|u\|=1}B_{r}V=B_{r}V} demuestra que {\displaystyle A} también es un entorno del origen. Si {\displaystyle A} está equilibrado, debido a que su interior {\displaystyle \operatorname {Int} _{X}A} contiene el origen, {\displaystyle \operatorname {Int} _{X}A} también estará equilibrado. Si {\displaystyle W} es convexo, entonces {\displaystyle A} es convexo y equilibrado y, por lo tanto, lo mismo ocurre con {\displaystyle \operatorname {Int} _{X}A.}. {\displaystyle \blacksquare } |

Supóngase que {\displaystyle W} es convexo y un subconjunto absorbente de {\displaystyle X}. Entonces {\displaystyle D:=\bigcap _{|u|=1}uW} será un subconjunto absorbente convexo equilibrado de {\displaystyle X,}, lo que garantiza que el funcional de Minkowski {\displaystyle p_{D}:X\to \mathbb {R} } de {\displaystyle D} será una seminorma en {\displaystyle X}, convirtiendo así a {\displaystyle \left(X,p_{D}\right)} en una seminorma que lleva su topología canónica pseudometrizable. El conjunto de múltiplos escalares {\displaystyle rD} como {\displaystyle r} se extiende sobre {\displaystyle \left\{{\tfrac {1}{2}},{\tfrac {1}{3}},{\tfrac {1}{4}},\ldots \right\}} (o sobre cualquier otro conjunto de escalares distintos de cero que tenga {\displaystyle 0} como punto límite) forma una base del entorno para absorber discos en el origen de esta topología localmente convexa. Si {\displaystyle X} es un espacio vectorial topológico y si este subconjunto absorbente convexo {\displaystyle W} también es un subconjunto acotado de {\displaystyle X}, entonces lo mismo será cierto para el disco absorbente {\displaystyle D:={\textstyle \bigcap \limits _{|u|=1}}uW;}, si además {\displaystyle D} no contiene ningún subespacio vectorial no trivial, entonces {\displaystyle p_{D}} será una norma y {\displaystyle \left(X,p_{D}\right)} formará lo que se conoce como espacio normado auxiliar. Si este espacio normado es un espacio de Banach, entonces {\displaystyle D} se denomina disco de Banach.

## Propiedades
Propiedades de los conjuntos equilibrados
Un conjunto equilibrado no está vacío si y solo si contiene el origen.
Por definición, un conjunto es absolutamente convexo si y solo si es convexo y está equilibrado.
Todo conjunto equilibrado es un dominio en estrella (respecto a 0) y un conjunto simétrico.
Si {\displaystyle B} es un subconjunto equilibrado de {\displaystyle X}, entonces:
- Para cualquier escalar {\displaystyle c} y {\displaystyle d,} si {\displaystyle |c|\leq |d|} entonces {\displaystyle cB\subseteq dB} y {\displaystyle cB=|c|B.} Por lo tanto, si {\displaystyle c} y {\displaystyle d} son dos escalares cualesquiera, entonces {\displaystyle (cB)\cap (dB)=\min _{}\{|c|,|d|\}B.}
- {\displaystyle B} es absorbente en {\displaystyle X} si y solo si para todo {\displaystyle x\in X,} existe {\displaystyle r>0} tal que {\displaystyle x\in rB}.[2]
- Para cualquier subespacio vectorial unidimensional {\displaystyle Y} de {\displaystyle X}, el conjunto {\displaystyle B\cap Y} es convexo y equilibrado. Si {\displaystyle B} no está vacío y si {\displaystyle Y} es un subespacio vectorial unidimensional de {\displaystyle \operatorname {expan} B}, entonces {\displaystyle B\cap Y} es {\displaystyle \{0\}} o es absorbente en {\displaystyle Y}.
- Para cualquier {\displaystyle x\in X}, si {\displaystyle B\cap \operatorname {expan} x} contiene más de un punto, entonces es un entorno convexo y equilibrado de {\displaystyle 0} en el espacio vectorial unidimensional {\displaystyle \operatorname {expan} x} cuando este espacio está dotado de una topología euclídea de Hausdorff; y el conjunto {\displaystyle B\cap \mathbb {R} x} es un subconjunto equilibrado convexo del espacio vectorial real {\displaystyle \mathbb {R} x} que contiene el origen.

Propiedades de envolventes equilibradas y de núcleos equilibrados
Para cualquier colección {\displaystyle {\mathcal {S}}} de subconjuntos de {\displaystyle X},
{\displaystyle \operatorname {equil} \left(\bigcup _{S\in {\mathcal {S}}}S\right)=\bigcup _{S\in {\mathcal {S}}}\operatorname {equil} S\quad {\text{y }}\quad \operatorname {nuequil} \left(\bigcap _{S\in {\mathcal {S}}}S\right)=\bigcap _{S\in {\mathcal {S}}}\operatorname {nuequil} S}.
En cualquier espacio vectorial topológico, la envolvente equilibrada de cualquier entorno abierto del origen vuelve a ser abierta.
Si {\displaystyle X} es un espacio vectorial topológico de Hausdorff y si {\displaystyle K} es un subconjunto compacto de {\displaystyle X}, entonces la envolvente equilibrada de {\displaystyle K} es compacta.
Si un conjunto es cerrado (respectivamente, convexo, absobente y un entorno del origen), entonces lo mismo ocurre con su núcleo equilibrado.
Para cualquier subconjunto {\displaystyle S\subseteq X} y cualquier escalar {\displaystyle c}, {\displaystyle \operatorname {equil} (c\,S)=c\operatorname {equil} S=|c|\operatorname {equil} S}.
Para cualquier escalar {\displaystyle c\neq 0,} {\displaystyle \operatorname {nuequil} (c\,S)=c\operatorname {nuequil} S=|c|\operatorname {nuequil} S}. Esta igualdad es válida para {\displaystyle c=0} si y solo si {\displaystyle S\subseteq \{0\}}. Por lo tanto, si {\displaystyle 0\in S} o {\displaystyle S=\varnothing } entonces
{\displaystyle \operatorname {nuequil} (c\,S)=c\operatorname {nuequil} S=|c|\operatorname {nuequil} S} para cada escalar {\displaystyle c}.

## Nociones relacionadas
Una función {\displaystyle p:X\to [0,\infty )} en un espacio vectorial real o complejo se dice que es balanced function si satisface cualquiera de las siguientes condiciones equivalentes:
1. {\displaystyle p(ax)\leq p(x)} siempre que {\displaystyle a} sea un escalar que satisfaga {\displaystyle |a|\leq 1} y {\displaystyle x\in X}.
2. {\displaystyle p(ax)\leq p(bx)} siempre que {\displaystyle a} y {\displaystyle b} sean escalares que satisfagan {\displaystyle |a|\leq |b|} y {\displaystyle x\in X}.
3. {\displaystyle \{x\in X:p(x)\leq t\}} es un conjunto balanceado para todo {\displaystyle t\geq 0} real no negativo.

Si {\displaystyle p} es una función equilibrada, entonces {\displaystyle p(ax)=p(|a|x)} para cada escalar {\displaystyle a} y vector {\displaystyle x\in X;}
entonces, en particular, {\displaystyle p(ux)=p(x)} para cada vector unitario escalar {\displaystyle u} (que satisfaga {\displaystyle |u|=1}) y cada {\displaystyle x\in X.}
El uso de {\displaystyle u:=-1} muestra que cada función equilibrada es una función simétrica.
Una función de valor real {\displaystyle p:X\to \mathbb {R} } es seminorma si y solo si es una función sublineal equilibrada.